# Pinterest

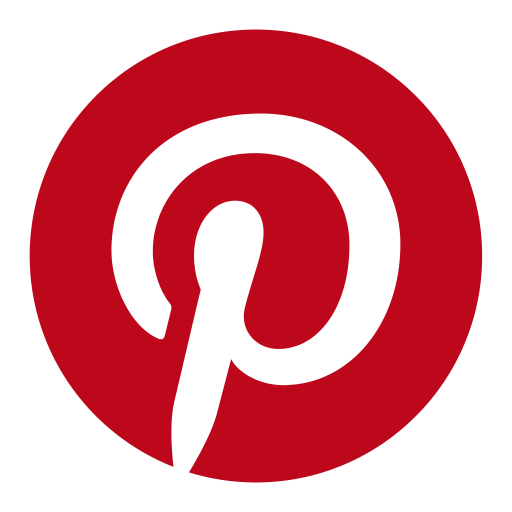
Логотип Pinterest

Pinterest (укр. Пінтерест) — соціальний вебсервіс для створення колекцій фото та відео. Заснований Беном Зільберманном (англ. Ben Silbermann) у 2010 році.

## Можливості
Головне призначення Pinterest полягає в допомозі користувачам у пошуку ідей для творчості, моди, домашнього декору, кулінарії тощо. Також сервіс дозволяє здійснювати покупки.
Pinterest пропонує створювати та поширювати зображення чи відео, звані «пінами» (від pin — шпилька). Піни створюються шляхом завантаження матеріалів на Pinterest або через посилання на вебсторінку, де цей матеріал уже розміщений. Крім того, встановивши розширення для вебоглядача (Chrome, Firefox або Edge), користувачі отримують можливість зберігати піни, перебуваючи за межами вікна сервісу. В цьому разі при наведенні вказівника на зображеннях або відео з'явиться кнопка Pinterest, яка зберігає матеріал. На мобільних пристроях можна зберегти матеріал до Pinterest, скориставшись опцією «поділитися».
Піни закріплюються на «дошках», де матеріали класифікуються за допомогою хештегів, ключових слів і описів. Користувачам надається змога стежити за пінами й дошками інших користувачів або темами. Піни можна коментувати та ділитися ними. Іншим користувачам дозволяється переглядати дошку, але не редагувати її.
Незареєстровані користувачі можуть тимчасово переглядати Pinterest, після чого сервіс наполягатиме, щоб користувач зареєструвався. Існують скрипти та розширення для вебоглядачів, які дозволяють незареєстрованим користувачам переглядати Pinterest без цього обмеження.

## Історія

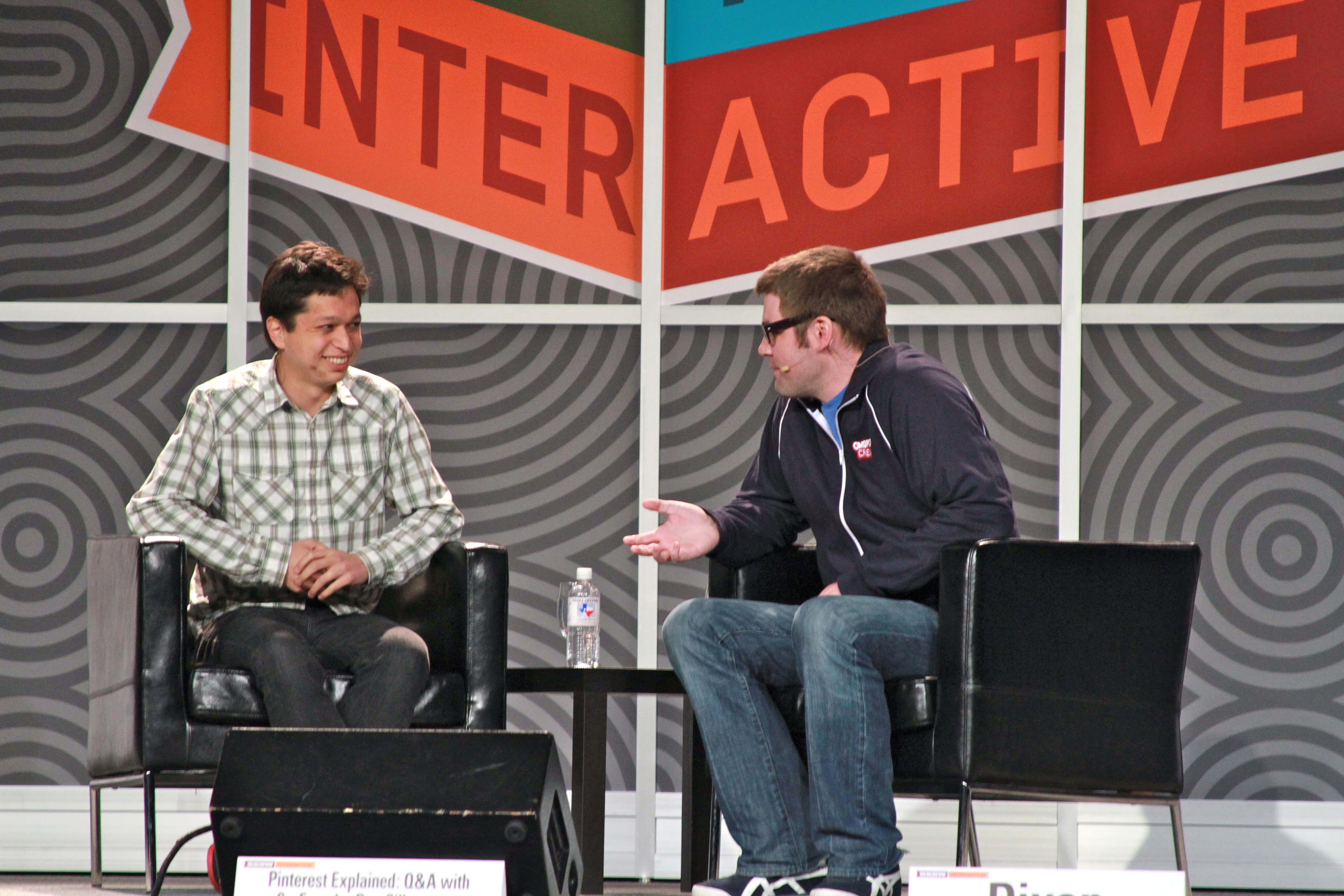
Засновник сервісу Бен Зільберман (ліворуч), 2012

Pinterest виник як розвиток функцій програми Tote, створеної Беном Зільберманном і Полом Скіаррою у 2009 році. Вона слугувала віртуальною заміною паперовим каталогам для покупок, дозволяла зберігати закладки товарів і сповіщала, коли товар надходив у продаж, вказуючи на найближчі крамниці. Tote мала труднощі з реалізацією мобільних платежів, тому користувачі не могли здійснювати багато покупок одночасно. Однак користувачі Tote збирали великі колекції улюблених матеріалів і ділилися ними з іншими користувачами. Така поведінка спонукала Зільбермана до створення Pinterest, який дозволив би користувачам створювати колекції різноманітних матеріалів і ділитися ними один з одним.
Розробка Pinterest почалася в грудні 2009 року, а прототип сайту був запущений у вигляді закритої бета-версії в березні 2010 року. Через дев'ять місяців після запуску вебсайт мав 10 тис. користувачів. Зільберманн спершу розсилав запрошення для реєстрації. Запуск програми для iPhone на початку березня 2011 року суттєво збільшив популярність сервісу. За нею послідувала програма для iPad і версія сайту Pinterest Mobile для доступу до сервісу з будь-якого мобільного телефона, де підтримується HTML5. Сервісом до літа 2011 року керували Зільберманн і кілька програмістів з маленьких апартаментів.
10 серпня 2011 року журнал «Time» включив Pinterest до списку «50 найкращих вебсайтів 2011 року». У грудні 2011 року сайт увійшов до десятки найбільших соціальних мереж, згідно з рейтингом Hitwise — отримував 11 млн відвідувань на тиждень. У 2012 році Pinterest виграв приз TechCrunch Crunchies Awards як найкращий новий стартап 2011 року. На Webby Awards 2012 Pinterest отримав нагороду «Найкращий додаток для соціальних мереж» і «Народний голос» за найкращий функціональний візуальний дизайн.
У жовтні 2012 року Pinterest додав функцію скарг на діяльність інших користувачів, або блокувати їх користувачів, якщо не хочуть переглядати їхній вміст. 20 лютого 2012 року Pinterest випустив метатег HTML «nopin», щоб дозволити вебсайтам відмовлятися від закріплення своїх зображень. 24 лютого 2012 року Flickr застосував код, щоб дозволити користувачам забороняти зберігати їхні зображення в Pinterest. 10 серпня 2012 року Pinterest скасував необхідність запрошень для приєднання до сайту. У жовтні 2012 року Pinterest запустив підтримку бізнес-акаунтів з можливістю вдосконалити звичайні облікові записи на бізнесових.
У квітні 2017 року з Pinterest видалено функцію «лайкання» матеріалів, натомість вподобані, але не додані на яку-небудь дошку матеріали було зібрано в окрему дошку.
У лютому 2019 року видання «The Wall Street Journal» заявило, що Pinterest подав заявку на первинне публічне розміщення акцій. Загальна вартість компанії на той час сягнула $12 млрд. Станом на травень 2020 року Pinterest мала ринкову вартість $10,7 млрд. Pinterest повідомила про дохід від реклами в $1,7 млрд, що на 48 % більше, ніж у 2019 році.
Pinterest придбала в грудні 2021 року програму для редагування та створення відео Vochi. А в травні 2022 року Pinterest випустила програму потокового відео «Pinterest TV studio», що дозволяє користувачам вести пряму трансляцію використовувати різні пристрої під різними кутами під час прямої трансляції на Pinterest.
28 червня 2022 року Pinterest оголосив, що співзасновник, генеральний директор і президент Бен Зільберманн перейде на новостворену посаду виконавчого голови, а експерт з онлайн-комерції Білл Реді стане головним виконавчим директором і членом ради директорів.
У січні 2023 року на виставці CES Pinterest оголосив про партнерство з LiveRamp, що дозволить рекламним партнерам Pinterest використовувати дані користувачів для забезпечення персоналізованої реклами без необхідності обмінюватися даними з Pinterest.

## Функції та вміст
Творці Pinterest охарактеризували сервіс як «каталог ідей», який надихає користувачів «вийти і зробити те-то», хоча це не «соціальна мережа», що базується на зображеннях. Він також має дуже великий профіль моди. Пізніше Pinterest також описували як «візуальну пошукову систему».
Pinterest складається в основному з «пінів» і «дошок», де пін – це зображення, на яке було зроблено посилання з іншого вебсайту або яке було завантажено на цей сайт. Піни, збережені на дошці одного користувача, можуть зберігатися на дошці іншого користувача, цей процес відомий як «повторне закріплення». Дошки – це колекції пінів, присвячені певній темі. Дошки з кількома ідеями дозволено поділяти на розділи, які також містять кілька пінів. Користувачі можуть стежити за іншими користувачами та відстежувати їх, а також дошки, які заповнюють «домашню стрічку».

## Скандали та критика

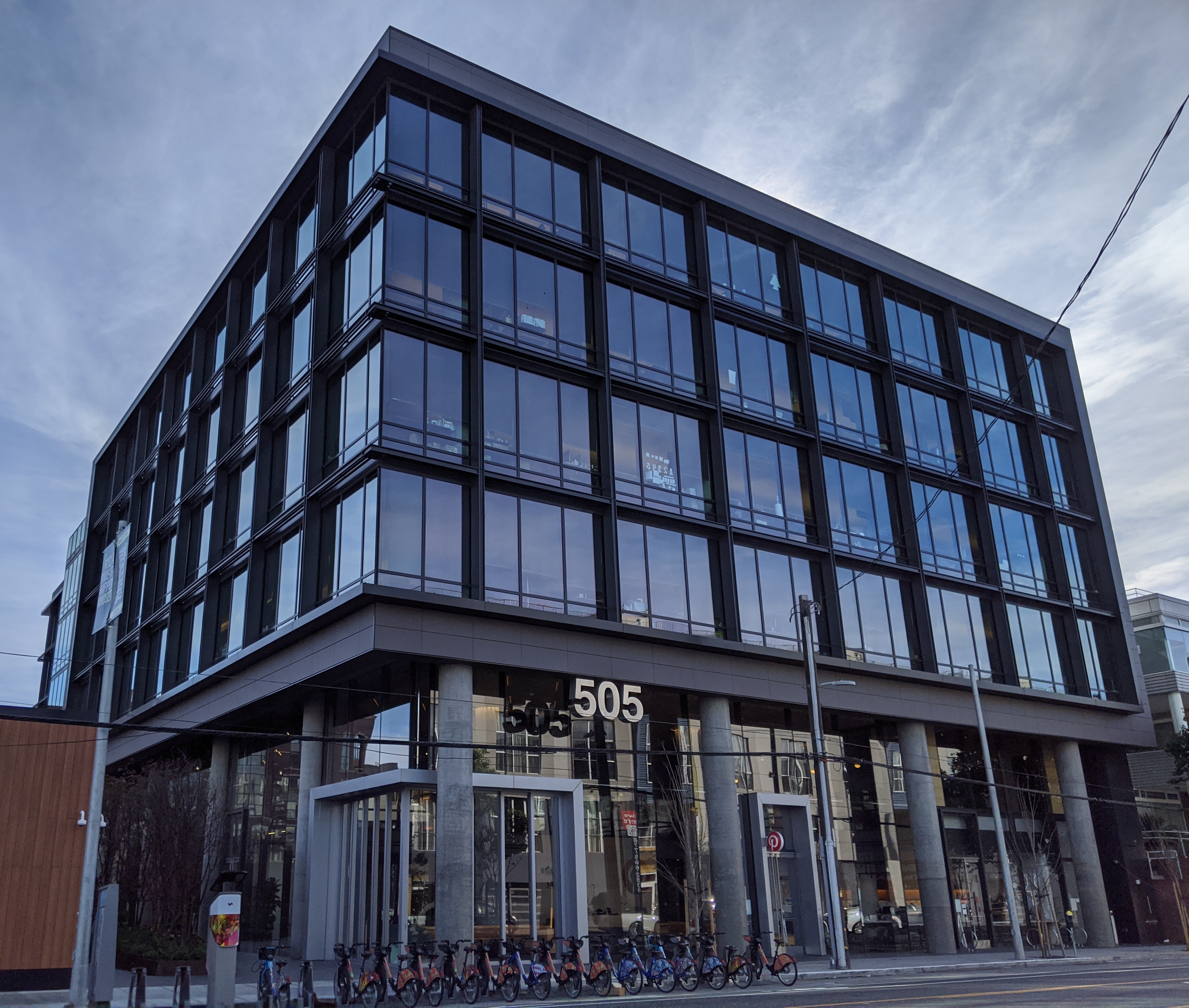
Частина штаб-квартири Pinterest у районі Сома в Сан-Франциско (2019)

У березні 2012 року фірма з комп’ютерної безпеки Symantec виявила, що Pinterest широко використовувався шахраями, яку обіцяли безкоштовні товари від відомих компаній. Після переходу за посиланням в описі користувачі потрапляли на фішинговий сайт.
У березні 2017 року влада КНР заблокувала в себе Pinterest без пояснення причин. Разом з тим заборона Pinterest відповідає схемі блокування Китаєм сайтів, які конкурують з місцевими сайтами.
У липні 2016 року інтернет-провайдери в Індії тимчасово заблокували Pinterest як один із «шахрайських вебсайтів, які займаються онлайн-піратством і порушують авторські права».
Electronic Frontier Foundation у звіті 2019 року оцінили Pinterest у 3 з 6 зірок, критикуючи відсутність чіткого зобов’язання сповіщати користувачів про видалення їхніх матеріалів і блокування облікових записів.
29 серпня 2022 р. за російського вторгнення в Україну українські користувачі виявили, що компанія Pinterest на мапі аналітики авдиторії позначила Крим як російську територію, та дали тисячі негативних відгуків про додаток у Google Play, знизивши його рейтинг в українському регіоні до 1, а також опублікували понад 700 ретвітів повідомлення про це у Твіттері, на що компанія станом на початок вересня не відреагувала.